# Жидкостная хроматография
Жидкостная хроматография — хроматография, в которой подвижной фазой является жидкость.
Жидкостная хроматография разделяется на жидкостно-адсорбционную (разделение соединений происходит за счёт их различной способности адсорбироваться и десорбироваться с поверхности адсорбента), жидкостно-жидкостную, или распределительную (разделение осуществляется за счёт различной растворимости в подвижной фазе — элюенте и неподвижной фазе, физически сорбированной или химически привитой к поверхности твёрдого адсорбента), ионообменную хроматографию, где разделение достигается за счёт обратимого взаимодействия анализируемых ионизирующихся веществ с ионными группами сорбента — ионита. Особое место в использовании методов жидкостной хроматографии занимают эксклюзионная, или гель-хроматография и аффинная, или биоспецифическая.
Жидкостная хроматография как метод была открыта в 1903 году русским учёным Михаилом Цветом, который использовал для разделения растительных пигментов на их составляющие колонки, заполненные порошком мела. Предложенный Цветом метод жидкостной хроматографии был незаслуженно забыт и почти не применялся более 30 лет.